# Wieża (przystanek kolejowy)
Wieża − nieczynny kolejowy przystanek osobowy w Wiewierzu, w Polsce, w województwie dolnośląskim, w powiecie górowskim.